# Caprinia versicolor
Caprinia versicolor là một loài bướm đêm trong họ Crambidae.